# Стерџен Лејк (Минесота)
Стерџен Лејк (енгл. Sturgeon Lake) град је у америчкој савезној држави Минесота.

## Демографија
По попису из 2010. године број становника је 439, што је 92 (26,5%) становника више него 2000. године.
| Група             | 2000.       | 2010.       |
| Белци             | 343 (98,8%) | 422 (96,1%) |
| Афроамериканци    | 0 (0,0%)    | 0 (0,0%)    |
| Азијати           | 0 (0,0%)    | 2 (0,5%)    |
| Хиспаноамериканци | 2 (0,6%)    | 8 (1,8%)    |
| Укупно            | 347         | 439         |